# Alblasserwaard

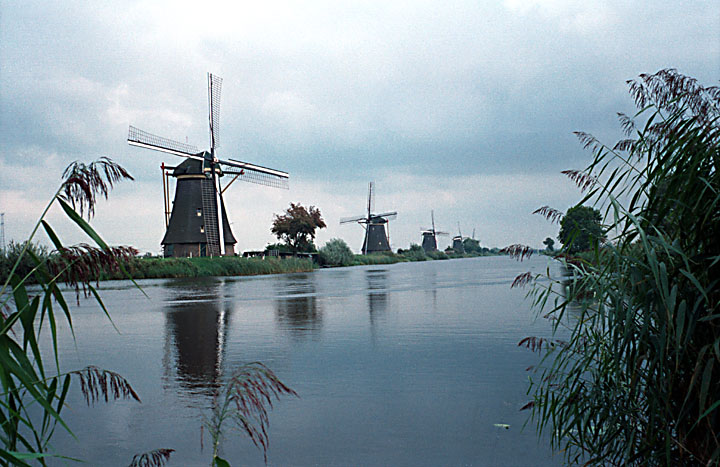
Les moulins de Kinderdijk

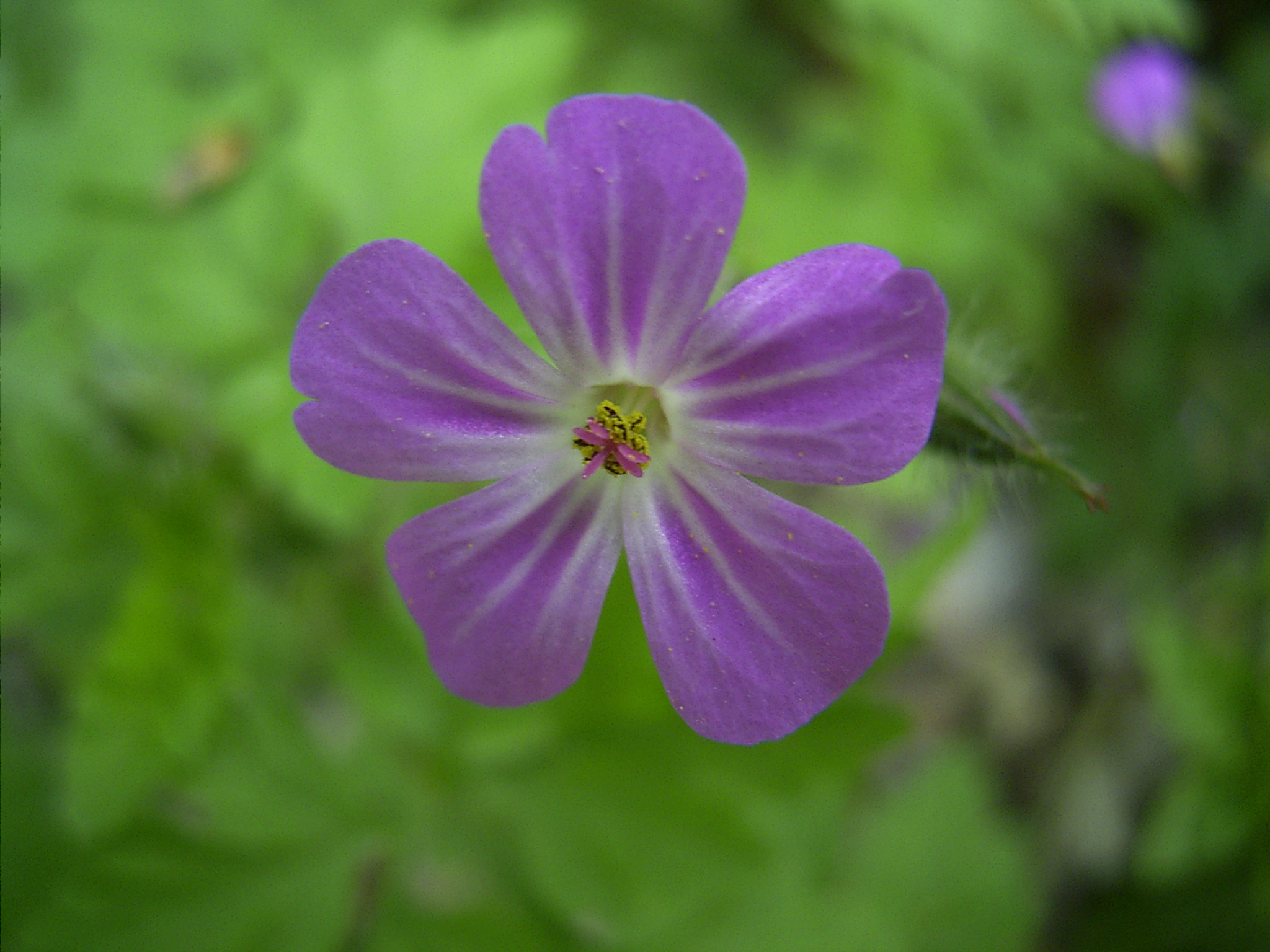
Geranium robertianum dans le Alblasserwaard

L'Alblasserwaard est une région naturelle néerlandaise située dans la partie sud-est de la Hollande-Méridionale. La région a une superficie d'environ 25 000 hectares et compte environ 170 000 habitants. La région tire son nom de la rivière Alblas qui la traverse.
Dans l'Alblasserwaard se trouve le célèbre site de Kinderdijk, reconnu comme faisant partie du patrimoine mondial de l'humanité par l'UNESCO en 1997.

## Géographie
L'Alblasserwaard est entièrement entouré par des voies d'eau : au nord, la région est délimitée par le Lek, à l'ouest par le Noord et au sud par la Merwede. À l'est, la frontière avec la région de Vijfheerenlanden est formée par l'Oude Zederik (creusé en 1370 entre Ameide et Meerkerk), le Canal de la Merwede et la Linge.
C'est seulement après l'achèvement de l'Oude Zederik que la région fut entièrement entourée de cours d'eau et qu'on peut parler d'un waard. Le nom Alblasserwaard date de la fin du XIVe siècle. Auparavant, la plus grande partie de cette région était appelée Pays entre Lek et Merwede.

## Histoire
L'histoire de l'Alblasserwaard commence après la dernière période glaciaire, il y a environ 10 000 ans. Le vent y créa des dunes qu'on voit toujours dans le paysage, et qu'on appelle en néerlandais des donken. La région a dû être habitée pendant la préhistoire, mais ce n'est que pendant l'époque romaine qu'une habitation relativement dense est attestée.
Après une période de dépeuplement entre 250 et l'an 1000, on retrouve de nouveau une habitation permanente à partir du XIe siècle. L'assèchement et le défrichement de l'Alblasserwaard ont probablement été achevés vers le dernier quart du XIIIe siècle.

## Aménagement du territoire
Grosso modo, l'Alblasserwaard peut être repartie en deux parties :
- les parties ouest et sud sont fortement urbanisés ; elles sont composées des communes d'Alblasserdam, de Papendrecht, de Sliedrecht, de Hardinxveld-Giessendam et de Gorinchem
- les parties nord, est et centre sont plutôt rurales ; elles sont composées des communes de Molenlanden et (pour une petite partie) Vijfheerenlanden.